# Przemysł spożywczy

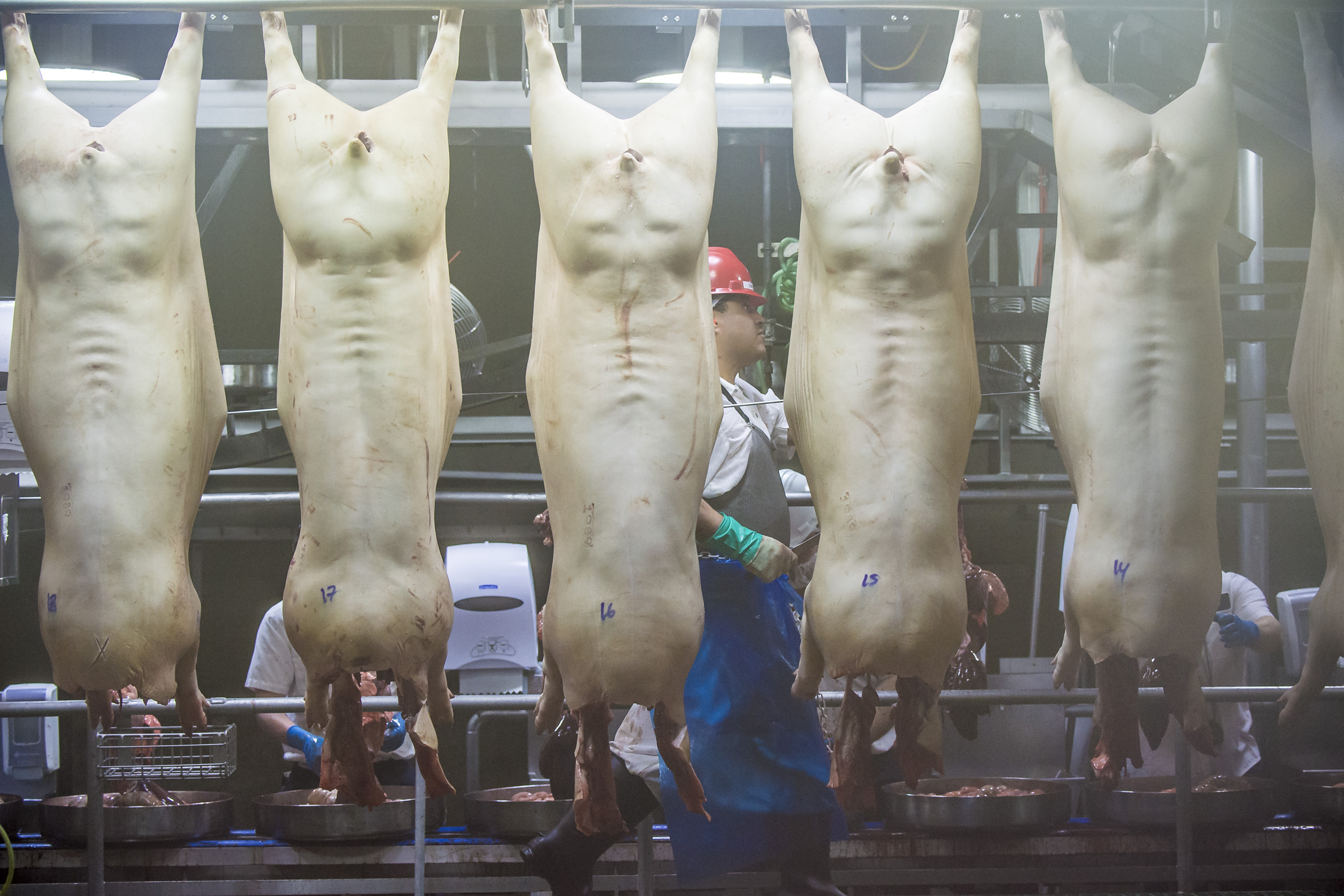
Przemysł spożywczy

Przemysł spożywczy – dział gospodarki, który zajmuje się wytwarzaniem oraz obróbką produktów i półproduktów przeznaczonych do spożycia, takich jak: mięsne, nabiałowe, pieczywo, cukiernicze, napoje alkoholowe i bezalkoholowe itp.
W skład tego przemysłu wchodzą: rzeźnie, zakłady przetwórstwa rybnego i mięsnego, mleczarnie, piekarnie, cukrownie, gorzelnie, browary, młyny, wytwórnie soków i przetwórstwo warzywniczo-owocowe, zakłady cukiernicze oraz tytoniowe.